# Superpohár UEFA 2008
Superpohár UEFA 2008 byl 33. ročník jednozápasové soutěže zvané Superpohár UEFA, pořádané Evropskou fotbalovou asociací UEFA. Zápas se odehrál 29. srpna 2008 na stadionu Stade Louis II. v knížectví Monako. V zápase se každoročně utkává vítěz Ligy mistrů s vítězem Evropské ligy. Účastníky byli vítěz Ligy mistrů UEFA 2007/08 – anglický Manchester United FC a vítěz tehdejšího Poháru UEFA 2007/08 – ruský FK Zenit Petrohrad. V celku ruského celku nastoupil i český obránce Radek Šírl, který se tak stal historicky druhým Čechem, který Superpohár UEFA dokázal vyhrát.
Samotný zápas vyhrál držitel titulu z Poháru UEFA – FK Zenit Petrohrad, který zvítězil 1-2. O vítězství svými góly rozhodli Pavel Pogrebňak a Danny. Zenit Petrohrad získal svůj první titul v této soutěži.

## Místo konání
Superpohár UEFA 2008 se hrál na stadionu Stade Louis II. v Monaku. Stadion má kapacitu 18 523 diváků a byl otevřen v roce 1939 aby v roce 1985 prošel rekonstrukcí. Superpohár se na tomto stadionu hrál nepřetržitě od roku 1998 a hrál se až do ročníku 2012.

## Zajímavosti
- Pokud by zápas skončil nerozhodným výsledkem v normální hrací době, následovalo by 30 minut prodloužení. Pokud by i poté nebylo rozhodnuto, následoval by penaltový rozstřel.
- Zápas se odehrál při teplotě 25 °C a vlhkosti vzduchu 78%.
- Superpohár pískala čtveřice rozhodčích z Dánska v čele s hlavním sudím, kterým byl Claus Bo Larsen.

## Statistiky zápasu
| 29. srpna 2008 20:45 |       |                         |                                                                  |
| Manchester United FC | 1 - 2 | Zenit Petrohrad         | Stade Louis II., Monako diváci: 18 064 rozhodčí: Claus Bo Larsen |
| Vidić 73'            |       | Pogrebňak 44' Danny 59' | Stade Louis II., Monako diváci: 18 064 rozhodčí: Claus Bo Larsen |

| Manchester United | Zenit Petrohrad |

| MANCHESTER UNITED: |    |                   |            |     |
|                    |    |                   |            |     |
| B                  | 1  | Edwin van der Sar |            |     |
| PO                 | 2  | Gary Neville      |            | 76' |
| SO                 | 5  | Rio Ferdinand     |            |     |
| SO                 | 15 | Nemanja Vidić     |            |     |
| LO                 | 3  | Patrice Evra      |            |     |
| PZ                 | 24 | Darren Fletcher   |            | 60' |
| SZ                 | 18 | Paul Scholes      | 45+1', 90' |     |
| SZ                 | 8  | Anderson          | 54'        | 60' |
| LZ                 | 17 | Nani              |            |     |
| SÚ                 | 10 | Wayne Rooney      |            |     |
| SÚ                 | 32 | Carlos Tévez      | 74'        |     |
| Náhradníci:        |    |                   |            |     |
| B                  | 29 | Tomasz Kuszczak   |            |     |
| O                  | 6  | Wes Brown         |            | 76' |
| O                  | 22 | John O'Shea       |            | 60' |
| Z                  | 13 | Pak Či-song       |            | 60' |
| Z                  | 28 | Darron Gibson     |            |     |
| Z                  | 34 | Rodrigo Possebon  |            |     |
| Ú                  | 31 | Fraizer Campbell  |            |     |
| Trenér:            |    |                   |            |     |
| Sir Alex Ferguson  |    |                   |            |     |

| ZENIT PETROHRAD: |    |                      |  |     |
|                  |    |                      |  |     |
| B                | 16 | Vjačeslav Malafejev  |  |     |
| PO               | 22 | Alexandr Aňukov      |  |     |
| SO               | 4  | Ivica Križanac       |  | 71' |
| SO               | 28 | Sébastien Puygrenier |  | 62' |
| LO               | 11 | Radek Šírl           |  |     |
| DZ               | 44 | Anatolij Tymoščuk    |  |     |
| PZ               | 18 | Konstantin Zyrjanov  |  |     |
| LZ               | 27 | Igor Děnisov         |  |     |
| ÚZ               | 19 | Danny                |  |     |
| SÚ               | 7  | Alejandro Domínguez  |  | 46' |
| SÚ               | 8  | Pavel Pogrebňak      |  |     |
| Náhradníci:      |    |                      |  |     |
| B                | 1  | Kamil Čontofalský    |  |     |
| O                | 5  | Kim Dong-Jin         |  |     |
| O                | 15 | Roman Širokov        |  | 62' |
| Z                | 2  | Vladislav Radimov    |  | 71' |
| Z                | 10 | Andrej Aršavin       |  | 46' |
| Z                | 20 | Viktor Fajzulin      |  |     |
| Ú                | 9  | Fatih Tekke          |  |     |
| Trenér:          |    |                      |  |     |
| Dick Advocaat    |    |                      |  |     |

| Hráč zápasu: Danny (FK Zenit Petrohrad) Asistenti rozhodčího: Henrik Sonderby Anders Norrestrand Čtvrtý rozhodčí: Nicolai Vollquartz |

## Vítěz
| Superpohár UEFA 2008 FK Zenit Petrohrad (1. vítězství) |